# David Spence
David Spence   (Inverkeithing, 1818 - Lambeth, 17 d'abril de 1877) VC va ser un militar escocès guardonat amb la Creu Victòria, el premi més gran i prestigiós per valentia davant l'enemic que pot ser atorgat a les forces britàniques i de la Mancomunitat.

## Biografia
Spence va néixer a Escòcia. Es va unir al 9è Regiment Reial de la Reina el 1842. Quan tenia prop de 40 anys, i era sergent-major de la tropa al 9è Regiment (El Reial de la Reina) de l'exèrcit britànic, durant la rebel·lió índia, va tenir lloc el següent fet el 17 de gener de 1858 a Shunsabad, Índia, pel qual va rebre la CV:
| « | Sergent-major de la tropa Spence Data de l'Acta de Valentia, 17 de gener de 1858 Per valentia notable el 17 de gener de 1858, a Shumsabad, en assistir a Private Kidd, qui havia estat ferit, i el seu cavall incapacitat, i en portar-lo fora de l'abast dels rebels. Despatx del General-Major Sir James Hope Concedit, K.C.B., a 8 d'abril de 1858. | » |

Més endavant assoliria el rang de sergent-major del Regiment i el 1862 es convertiria en un Yeoman of the Guard. La seva Creu Victòria es pot veure al Museu del 9è/12è Regiment Reial, al Derby Museum, Anglaterra.